# الرنفه بيت فيصل (عبس)

تعديل مصدري - تعديل

الرنفه بيت فيصل هي إحدى قرى عزلة قطبة بمديرية عبس التابعة لمحافظة حجة، بلغ تعداد سكانها 397 نسمة حسب تعداد اليمن لعام 2004.